# Калово
 Тази статия е за селото в България.  За селото в Сърбия вижте Калово (община Търговище).  
Калово е село в Югоизточна България. То се намира в община Малко Търново, област Бургас.

## География
Село Калово е разположено на южния склон на рида Босна в Странджа. Калово се намира на 43 km от общинския център Малко Търново и на 58 km от областния център Бургас. То се намира и в границите на Природен парк „Странджа“.

## История
Селото се споменава за пръв път в османски данъчни регистри от XVII век.
При потушаването на Илинденско-Преображенското въстание през 1903 година Калово е силно засегнато от набезите на турците. Всичките 30 къщи са ограбени, а населението е избягало.
Според „Одрински глас“ в 1907 – 1908 година селото пострадало от властите вследствие на гръцки интриги.
Присъединено е към България през 1913 година. Към 1926 година населението му е 152 души.

## Население

### Етнически състав
Преброяване на населението през 2011 г.
Численост и дял на етническите групи според преброяването на населението през 2011 г.:
|                     | Численост |
| Общо                | 33        |
| Българи             | 31        |
| Турци               | -         |
| Цигани              | -         |
| Други               | -         |
| Не се самоопределят | -         |
| Неотговорили        | 2         |

## Личности
- Жеко Праматаров (1875 – ?), български революционер от ВМОРО.

## Забележителности
- Църква „Свети Георги“ (XVIII - XIX век)[2]
- Защитена местност Парория[2]
- Долмени в местностите Змеюви къщи и Похлупен камък[2]
- Тракийски могили в местностите Тумбата, Яновото ниве, Кориите и Гьола[2]